# Elecciones a la Asamblea de Ceuta de 1979
Las elecciones al ayuntamiento de Ceuta de 1979, fueron las primeras elecciones democráticas de carácter local producidas en la ciudad de Ceuta desde la Segunda República española. El partido con mayor número de votos fue la colación de electores independientes. El alcalde Clemente Calvo Pecino dimitiría en 1981 por dificultades en la gestión del ayuntamiento, dando libertad de voto al resto de concejales de su grupo para la elección del próximo alcalde. Ricardo Muñoz Rodríguez de la UCD, quien había ejercido el cargo interinamente antes de la celebración de las elecciones, fue elegido nuevo alcalde de la ciudad de Ceuta.
| Elecciones a la Asamblea de Ceuta de 1979 → |                                            |                         |       |       |         |     |
| Presidente y gobierno | Partido                                    | Candidato               | Votos | %     | Escaños | +/- |
| - Alcalde: Clemente Calvo Pecino (1979-1981) (INDP) / Ricardo Muñoz Rodríguez (1981 -1983) (UCD) - Gobierno: INDP (1979-1981) / (UCD) + (INDP) (1981-1983) - Censo: 32.831 - Votantes: 19.560 (59,58%) - Abstención: 13.271 (40,42%) - Válidos: 19.293 - A candidatura: 19.293 (100%) | Agrupación electoral independiente (INDEP) | Clemente Calvo Pecino   | 8.855 | 45,9  | 12      |     |
| - Alcalde: Clemente Calvo Pecino (1979-1981) (INDP) / Ricardo Muñoz Rodríguez (1981 -1983) (UCD) - Gobierno: INDP (1979-1981) / (UCD) + (INDP) (1981-1983) - Censo: 32.831 - Votantes: 19.560 (59,58%) - Abstención: 13.271 (40,42%) - Válidos: 19.293 - A candidatura: 19.293 (100%) | Unión de Centro Democrático (UCD)          | Ricardo Muñoz Rodríguez | 5.858 | 30,36 | 8       |     |
| - Alcalde: Clemente Calvo Pecino (1979-1981) (INDP) / Ricardo Muñoz Rodríguez (1981 -1983) (UCD) - Gobierno: INDP (1979-1981) / (UCD) + (INDP) (1981-1983) - Censo: 32.831 - Votantes: 19.560 (59,58%) - Abstención: 13.271 (40,42%) - Válidos: 19.293 - A candidatura: 19.293 (100%) | Partido Socialista Obrero Español (PSOE)   | Fructuoso Miaja         | 3.584 | 18,58 | 5       |     |
| - Alcalde: Clemente Calvo Pecino (1979-1981) (INDP) / Ricardo Muñoz Rodríguez (1981 -1983) (UCD) - Gobierno: INDP (1979-1981) / (UCD) + (INDP) (1981-1983) - Censo: 32.831 - Votantes: 19.560 (59,58%) - Abstención: 13.271 (40,42%) - Válidos: 19.293 - A candidatura: 19.293 (100%) | Coalición Democrática (CD)                 |                         | 908   | 4,71  | 0       |     |
| - Alcalde: Clemente Calvo Pecino (1979-1981) (INDP) / Ricardo Muñoz Rodríguez (1981 -1983) (UCD) - Gobierno: INDP (1979-1981) / (UCD) + (INDP) (1981-1983) - Censo: 32.831 - Votantes: 19.560 (59,58%) - Abstención: 13.271 (40,42%) - Válidos: 19.293 - A candidatura: 19.293 (100%) | Partido del Trabajo de España (PTE)        |                         | 88    | 0,46  | 0       |     |
| - Alcalde: Clemente Calvo Pecino (1979-1981) (INDP) / Ricardo Muñoz Rodríguez (1981 -1983) (UCD) - Gobierno: INDP (1979-1981) / (UCD) + (INDP) (1981-1983) - Censo: 32.831 - Votantes: 19.560 (59,58%) - Abstención: 13.271 (40,42%) - Válidos: 19.293 - A candidatura: 19.293 (100%) | En blanco                                  |                         | 0     |       |         |     |
| - Alcalde: Clemente Calvo Pecino (1979-1981) (INDP) / Ricardo Muñoz Rodríguez (1981 -1983) (UCD) - Gobierno: INDP (1979-1981) / (UCD) + (INDP) (1981-1983) - Censo: 32.831 - Votantes: 19.560 (59,58%) - Abstención: 13.271 (40,42%) - Válidos: 19.293 - A candidatura: 19.293 (100%) | Nulos                                      |                         | 267   | 1,37  |         |     |